# Marcel Mann

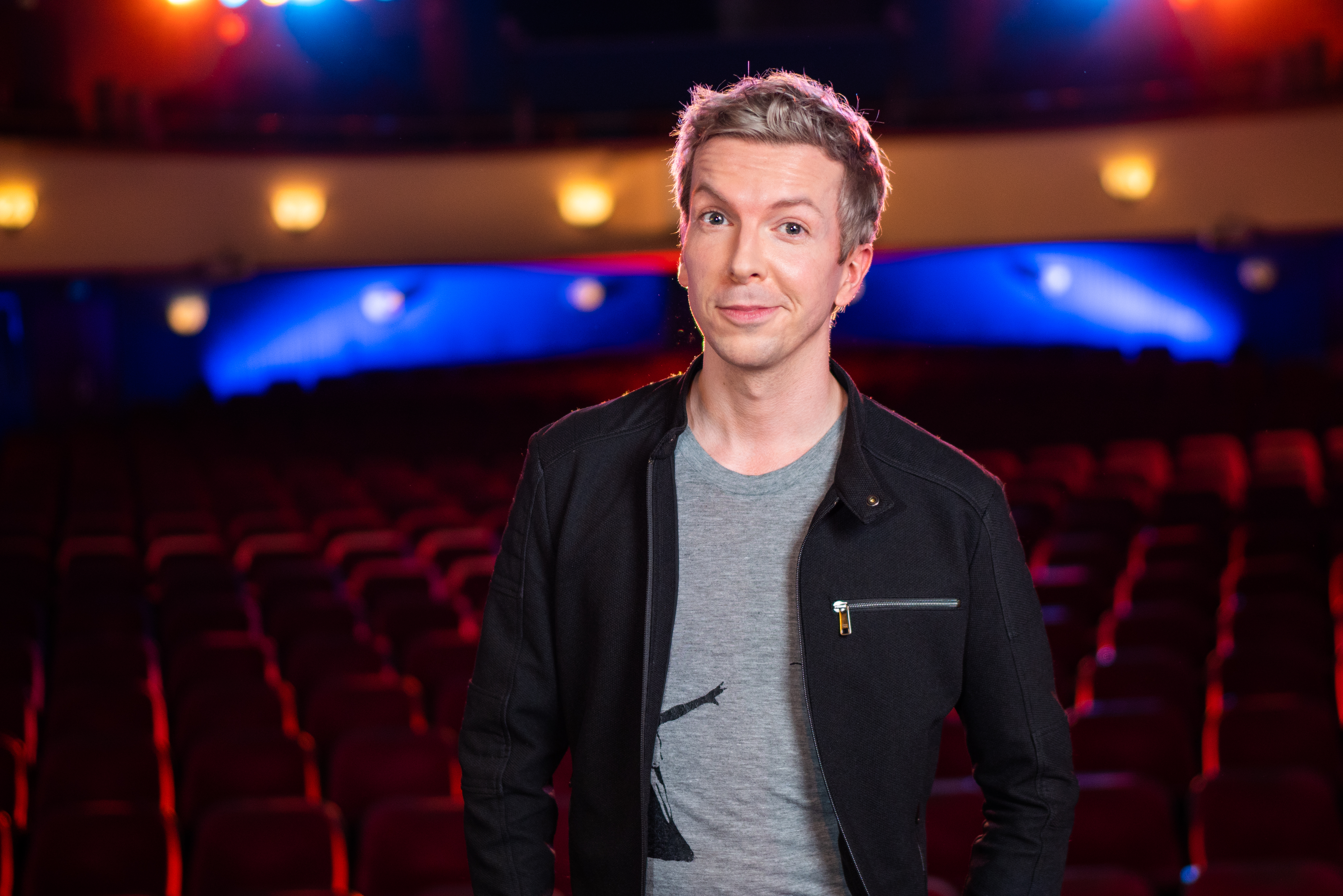
Marcel Mann bei der Aufzeichnung von Artists against Corona in den Berliner Wühlmäusen (2020)

Marcel Mann (* 31. Januar 1987 in Schorndorf; † 21. Januar 2025 in Berlin) war ein deutscher Synchronsprecher, Hörbuchsprecher und Comedian.

## Leben und Werdegang
Als Kind begann Marcel Mann mit der Schauspielerei und nahm ab dem Alter von 14 Jahren Schauspielunterricht. Nach dem Abitur begann er eine Gesangs-, Schauspiel- und Sprechausbildung. Ab dem Jahr 2007 übernahm er kleinere Rollen in verschiedenen Fernsehproduktionen und begann daneben als Synchronsprecher zu arbeiten. Unter anderem war er die deutsche Synchronstimme von Ross Lynch, Dylan Sprayberry und Alex Newell. In der Saison 2006/07 war er Ensemblemitglied des Theater Total in Bochum. Nach Stationen in Köln und München lebte er seit 2008 in Berlin. Marcel Mann lebte offen homosexuell und sprach dies gelegentlich auch in seinen Shows an.
Größere Bekanntheit erlangte Mann ab dem Jahr 2014 mit seinen Auftritten als Stand-up-Comedian, in denen er anfangs über seine Arbeit als Synchronsprecher erzählte. Er trat bei den Comedy-Shows NightWash, Quatsch Comedy Club, NDR Comedy Contest, Vereinsheim Schwabing und Nuhr ab 18 auf. 2015 gewann er die Talentschmiede, den Nachwuchspreis des Quatsch Comedy Clubs. Zusammen mit Lena Liebkind und Andreas Weber bildete er die Comedy-Formation The Comedy Red Pack, mit der er von 2015 bis 2017 unterwegs war. 2016 spielte er an der Seite von Chris Tall in der vom rbb Fernsehen produzierten Sitcom Gutes Wedding Schlechtes Wedding den Comic-Nerd Max. Er gehörte zu den regelmäßigen Moderatoren des Stand-up-Comedy-Formats NightWash live. Ab September 2017 war Mann mit seinem ersten Solo-Programm Weil ich ein Männchen bin auf Tournee. Von 2022 bis 2023 moderierte er gemeinsam mit Jokah Tululu Don’t Skip auf Comedy Central. Ab 2022 betrieb er zusammen mit Nina Queer den Podcast Hangover Berlin.
Am 21. Januar 2025 starb er 10 Tage vor seinem 38. Geburtstag durch Suizid

Marcel Mann bei der Aufzeichnung seines Comedy Central Specials (2019)

in Berlin.

## Synchronrollen (Auswahl)
Ross Lynch
- 2011–2016: als Austin Moon in Austin & Ally
- 2012: als Austin Moon in Jessie trifft Austin & Ally
- 2012–2015: als Ross in Violetta
- 2013: als Brady in Teen Beach Movie
- 2014: als Blumenjunge in Muppets Most Wanted
- 2014–2017: als Austin Moon in Das Leben und Riley
- 2015: als Brady in Teen Beach 2
- 2018: als Kyle Moore in Appgefahren – Alles ist möglich
- 2018–2020: als Harvey Kinkle in Chilling Adventures of Sabrina

### Filme
- 2012: John Dimech als Daud in Lawrence von Arabien (Neue Szenen)
- 2011: Justin Marco als junger Gary in Die Muppets
- 2012: Skyler Gisondo als Howard Stacy in The Amazing Spider-Man
- 2012: J. Michael Trautmann als Derrick in Das Schwergewicht
- 2017: Timothée Chalamet als Private Philippe DeJardin in Feinde – Hostiles
- 2018: Masako Nozawa als Son-Goten in Dragonball Super: Broly
- 2022: Masako Nozawa als Son-Goten in Dragon Ball Super: Super Hero
- 2023: Ning Li als Ma Zhao in Die wandernde Erde II

### Serien
- 1993–2002, seit 2015: D.J. Shangela Pierce als Annabelle in Akte X – Die unheimlichen Fälle des FBI
- seit 2003: Alex Blue Davis als Vernon Palumbo in Navy CIS
- 2005–2019: verschiedene Figuren in Criminal Minds
- 2007–2019: Josh Brener als Dale in The Big Bang Theory
- 2007–2015: Brett DelBuono als Moon in Mad Men
- 2008–2013: Atticus Shaffer als Vesuvius Zwilling #2 in Die Pinguine aus Madagascar
- 2013–2014: Timothée Chalamet als Luke in Royal Pains
- 2009–2015: Riker Lynch als Jeff in Glee
- 2009–2019: verschiedene Figuren in Modern Family
- 2010–2014: als Orson in Die Oktonauten
- 2011–2017: Dylan Sprayberry als Liam Dunbar in Teen Wolf
- seit 2011: Lucien Laviscount als Duncan Wood in Death in Paradise
- 2015: Alessandro Juliani als Kapau in Ninjago
- 2015–2017: Masako Nozawa als Junger Son-Goten in Dragonball Z Kai
- 2017–2019: als Gumball Watterson in Die fantastische Welt von Gumball (Staffel 4, Folge 31–Staffel 6)
- seit 2012: Tyler Oakley als Tyler Oakley in Catfish – Verliebte im Netz
- 2013–2014: Chris Grabher als Jug-O in Sam & Cat
- 2013–2018: Kenny Ridwan als Gideon in Die Thundermans
- 2015–2022: Omar Maskati als Omar in Better Call Saul
- 2015–2017: Laz Meiman als Rooter in Harveys schnabelhafte Abenteuer
- 2017: Hiroyuki Yoshino als Kouji Haruta in Toradora!
- 2017–2021: Keir Gilchrist als Sam Gardner in Atypical
- 2017–2019: Ichitarō Ai als Beans in Hunter × Hunter
- 2017–2019: Masako Nozawa als Junger Son-Goten in Dragon Ball Super
- seit 2019: Patrick Walshe McBride als Sebastian Brudenell in Shakespeare & Hathaway – Private Investigators
- 2020: Atsushi Abe als Moritaka Mashiro in Bakuman
- 2020–2022: Coby Bird als Rufus Whedon in Locke & Key
- 2021–2023: Adam Chanler-Berat als Jordan Glassberg in Gossip Girl

## Hörbücher (Auswahl)
- Tami Fischer: Moving Mountains (= Fletcher University. Teil 4). Audiobuch Verlag, Freiburg 2021, ISBN 978-3-958-62779-6.
- Liv Modes: Auf der anderen Seite der Sterne. MP Verlag – Mike Friedrich & Mike Götze, 2021.
- Sarah Saxx: Das Licht in meiner Dämmerung. MP Verlag – Mike Friedrich & Mike Götze, 2022.
- Matthias Herzberg: Andersrum in die Chefetage: Queer Karriere machen in der Männerwirtschaft. Lübbe Audio, Köln 2022, ISBN 978-3-7540-0192-9.

## Auszeichnungen
- 2014: 1. Platz beim Newcomer Comedy Slam Düsseldorf
- 2014: 1. Platz beim 91. Trierer Comedy Slam, Trier
- 2015: 3. Platz beim Trierer Master Slam 2015
- 2015: 1. Platz beim 18. Düsseldorfer Comedy Slam
- 2015: 1. Platz bei der Talentschmiede des Quatsch Comedy Clubs Berlin 2015, Berlin
- 2015: 1. Platz bei der Fritznacht der Talente von Radio Fritz, Berlin

## Nominierungen
- 2018: Prix Pantheon[5]
- 2018: Stuttgarter Besen